# Alcobendas
Alcobendas ist eine spanische Gemeinde in der Autonomen Gemeinschaft Madrid. Sie liegt am nordöstlichen Stadtrand von Madrid auf einer Höhe von 667 Metern etwa 13 Kilometer vom Zentrum der spanischen Hauptstadt entfernt. Alcobendas zählt 121.373 Einwohner (Stand: 2024) auf einer Fläche von 44 km². Der historische Kern von Alcobendas grenzt direkt an jenen der Nachbargemeinde San Sebastián de los Reyes an. In Alcobendas liegt das Viertel La Moraleja, die wohlhabendste Wohngegend Spaniens.

## Wappen
Beschreibung: Das silberne Wappen ist durch eine grüne, eingebogene und halbhohe Spitze gespalten. Es zeigt ein silbernes Kastell mit rotem Durchgang und zwei Fenstern auf dem drei gezinnte Türme mit je einem roten Fenster aufragen, der mittlere ist der höhere. Vorn schwebt ein rotes Lilienendenkreuz und hinten ein schwarzer Adler. Über dem Wappenschild ruht eine goldene Krone mit Perlenspitzen.

## Verkehr
Seit 2001 ist Alcobendas mit Madrid durch die Vorortbahn Cercanías (Linie C-1 nach Madrid-Atocha und Alcalá de Henares) sowie durch die Autobahn verbunden. Im Jahr 2007 wurde zudem die Linie 10 der Metro Madrid hierher verlängert.

## Sport
Sowohl die Frauen als auch die Männer des Club Balonmano Alcobendas spielten Handball in der jeweils höchsten spanischen Liga.

## Persönlichkeiten
- Lola Flores (María Dolores Flores Ruiz, 1923–1995), Sängerin, Flamencotänzerin und Schauspielerin. Sie starb im Stadtviertel La Moraleja
- Penélope Cruz (* 1974), Filmschauspielerin, geboren in Alcobendas.
- Mónica Cruz (* 1977), Filmschauspielerin, geboren in Alcobendas.
- Mario Suárez (* 1987), Fußballspieler, geboren in Alcobendas.

- Marcos Pérez Jiménez, ehemaliger venezolanischer Diktator, wohnte hier bis zu seinem Tod 2001 im Exil.
- Bing Crosby, US-amerikanischer Sänger, 1977 beim Golfspielen in Alcobendas an Herzinfarkt gestorben.
- Karla Sofía Gascón (* 1972), Filmschauspielerin, geboren in Alcobendas.